# رهاب المثلية
رهاب المثلية أو الهوموفوبيا (بالإنجليزية: Homophobia) تعني «الخوف من المثليين» أو الأشخاص الذين يتم التعرف عليهم أو اعتبارهم مثل السحاقيات أو المثليين أو ثنائيي الجنس أو العابرين جنسيا (-(LGBTQ). وقد تم تعريفه على أنه احتقار أو تحامل أو كره أو كراهية، ويمكن أن يستند إلى الخوف غير المنطقي، وغالباً ما يرتبط بالمعتقدات الدينية. تتكون كلمة هوموفوبيا من جزئين: هومو اختصارا لكلمة Homosexual أي «المثلية الجنسية»، وفوبيا Phobia أي «الذعر أو الخوف الشديد».
كما تدل الكلمة على التمييز السلبي ضد المثليين. من ناحية علم النفس يعد رهاب المثلية على أنه سبب المعاناة النفسية والاجتماعية التي يعاني منها المثليين وعائلاتهم. لذلك فهو يندرج تحت نوع من الاضطراب النفسي الذي من الممكن أن يولد القلق، الكآبة أو العنف اللفظي والجسدي. في الدول المتقدمة التي تحترم حقوق الإنسان وحقوق مجتمع الميم تعد الهوموفوبيا جنحة يعاقب عليها القانون إن تم التعبير عنها علناً.
رهاب المثلية يمكن ملاحظته في سلوك نقدي وعدائي مثل التمييز والعنف على أساس التوجهات الجنسية غير المغايرة للجنس الآخر. الأنواع المعترف بها من رهاب المثلية تتضمن رهاب المثلية المؤسسي، رهاب المثلية الديني ورهاب المثلية الذي ترعاه الدولة، ورهاب المثلية الداخلي، الذي يعاني منه الأشخاص الذين لديهم جاذبية من نفس الجنس، بغض النظر عن كيفية تحديدهم.
المواقف السلبية تجاه مجموعات المثليين القابلة للتحديد لها أسماء مشابهة لكنها محددة: رهاب السحاق هو قطاع رهاب المثلية والتمييز على أساس الجنس ضد السحاقيات، ورهاب ثنائي الجنس تستهدف ثنائية الجنس والمثليين، ورهاب التحول الجنسي يستهدف المتحولين جنسياً والتباين بين الجنسين أو عدم تطابق دور الجنسين. وفقا لإحصائيات جرائم الكراهية الصادرة عام 2010 من مكتب الصحافة الوطني التابع لمكتب التحقيقات الفيدرالي، فإن 19.3٪ من جرائم الكراهية عبر الولايات المتحدة «كانت مدفوعة بالتحيز في التوجه الجنسي.»  علاوة على ذلك، في تقرير «مركز قانون الفقر الجنوبي لعام 2010»، تقرير استخبارات من أربعة عشر عاما (1995-2008)، التي كانت لديها بيانات كاملة متاحة في ذلك الوقت، وجدت إحصائيات مكتب التحقيقات الفيدرالي حول جرائم الكراهية الوطنية أن الأشخاص المثليين جنسياً كانوا «أكثر احتمالية بكثير من أي مجموعة أقلية أخرى في الولايات المتحدة أن يقعوا ضحية لجرائم الكراهية العنيفة.»
وقد انتقد مصطلح «رهاب المثلية» واستخدامه من قبل العديد من المصادر على أنه تحقير غير مبرر.

## أصل المصطلح
على الرغم من أن المواقف الجنسية التي تعود إلى اليونان القديمة (القرن الثامن إلى السادس قبل الميلاد إلى نهاية العصور القديمة (حوالي 600 م)) قد تم وصفها بعلم المثلية من قبل العلماء، إلا أن المصطلح نفسه جديد نسبياً،  وعدم التسامح تجاه المثلية الجنسية والمثليين جنسياً نمت خلال العصور الوسطى، لا سيما من قبل أتباع الإسلام والمسيحية.
صاغه جورج واينبرغ، وهو عالم نفسي، في الستينات،  مصطلح رهاب المثلية هو مزيج من (1) كلمة المثلية الجنسية، في حد ذاته مزيج من المورفيمس الكلاسيكية الجديدة، و (2) رهاب من اليونانية، phóbos ، بمعنى «الخوف» أو «الخوف المرضي». يُنسب لوينبرج باعتباره أول شخص استخدم المصطلح في الكلام. ظهرت كلمة الرهاب الجنسي "homophobia" لأول مرة في مقال كتب في 23 مايو 1969، في المجلة الإباحية الأمريكية «برغي»، حيث استخدمت هذه الكلمة للإشارة إلى خوف الرجال من جنسين مختلفين من أن الآخرين قد يعتقدون أنهم شاذون.
لم يكن مفهوم المفاهيم المعادية لمثليي/ات وثنائيي/ات التوجه الجنسي ومتحوّلي/ات الجنس كمشكلة اجتماعية جديرة بالاهتمام العلمي أمراً جديداً. وصفت مقالة في عام 1969 أمثلة من المواقف السلبية تجاه المثلية الجنسة ي باسم «رهاب المثلية»، بما في ذلك «خليط من الاشمئزاز والتخوف» والذي وصفه البعض بالهلع المثلي. في عام 1971، استخدم كينيث سميث رهاب المثلية كمظهر شخصي لوصف النفور النفسي تجاه المثلية الجنسية. واستخدمه واينبرغ أيضًا بهذه الطريقة في كتابه «المجتمع والجمال المثلي» لعام 1972،  الذي نشر قبل عام واحد من تصويت الجمعية الأمريكية للطب النفسي لصالح إزالة المثلية الجنسية من قائمة الاضطرابات العقلية. أصبح مصطلح وينبرج Weinberg أداة مهمة للناشطين مثلي الجنس، والدعاة، وحلفائهم. يصف المفهوم بأنه رهاب طبي:
[رهاب] المثليين جنسياً... كان الخوف من المثليين جنسياً يبدو أنه مرتبط بخوف من العدوى، خوفاً من الحد من الأشياء التي ناضل من أجلها - البيت والعائلة. كان ذلك خوفًا دينيًا وقد أدى إلى وحشية كبيرة كما يفعل الخوف دائمًا.
في عام 1981، تم استخدام رهاب المثلية لأول مرة في صحيفة التايمز (في لندن) للإبلاغ بأن السينودس العام لكنيسة إنجلترا قد صوت لصالح رفض إدانة المثلية الجنسية.

## تصنيف

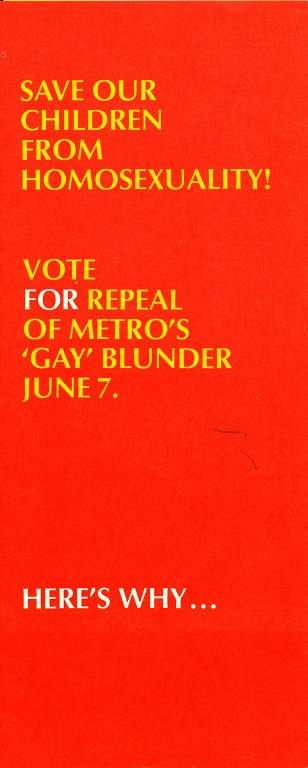
كُرّاس صادر عن الائتلاف السياسي «أنقذوا أطفالنا» المُتشكل عام 1977 في ميامي بولاية فلوريدا، والذي يسعى إلى إسقاط التشريعات القانونية التي حظرت التمييز بحق الأفراد على أساس توجههم الجنسي في مجالات الإسكان والتوظيف

يتجلى رهاب المثلية في أشكال مختلفة، وقد تم افتراض عدد من الأنواع المختلفة، من بينها رهاب المثلية الداخلي، رهاب المثلية الاجتماعي، رهاب المثلية العاطفي، رهاب المثلية المعقول، وغيرها. كانت هناك أيضا أفكار لتصنيف رهاب المثلية، والعنصرية، والتمييز على أساس الجنس كاضطراب في الشخصية غير متحمل.
في عام 1992، أصدرت الجمعية الأمريكية للطب النفسي، والتي تقر بسلطة وصمة العار ضد المثلية الجنسية، البيان التالي، الذي أعاد تأكيده مجلس الأمناء، في يوليو 2011: «في حين أن المثلية الجنسية في حد ذاته لا يعني عدم وجود ضعف في الحكم أو الاستقرار أو الموثوقية أو الاجتماعية العامة أو القدرات المهنية، تدعو الجمعية الأمريكية للطب النفسي (APA) جميع المنظمات الصحية الدولية، ومنظمات الطب النفسي، والأطباء النفسيين الفرديين في بلدان أخرى إلى إلغاء تشريعاتهم في بلدانهم الخاصة التي تعاقب الأفعال الجنسية المثلية من خلال موافقة البالغين على الخصوصية. يدعو هذه المنظمات والأفراد إلى القيام بكل ما هو ممكن للحد من وصمة العار المرتبطة بالمثلية الجنسية أينما وحيثما تحدث.»

### رهاب المثلية المؤسسي

#### المواقف الدينية
العديد من الأديان العالمية تحتوي على تعاليم ضد المثلية الجنسية، في حين أن الأديان الأخرى لديها درجات متفاوتة من التباين، الحياد، أو دمج التعاليم التي تعتبر المثليين جنس ثالث. وحتى في بعض الأديان التي تثبط بشكل عام المثلية الجنسية، هناك أيضًا أشخاص ينظرون إلى المثلية الجنسية بشكل إيجابي، وبعض الطوائف الدينية تبارك أو تجري زيجات من نفس الجنس. هناك أيضا ما يسمى ديانات Queer ، مكرسة لخدمة الاحتياجات الروحية للأشخاص المثليين. يسعى اللاهوت إلى توفير نقطة مقابلة لرهاب المثلية الديني. في عام 2015، ذكرت المحامية والمؤلفة روبرتا كابلان أن كيم ديفيس «هو أوضح مثال على شخص يريد استخدام حجة الحرية الدينية للتمييز [ضد الأزواج من نفس الجنس]».

#### المسيحية والكتاب المقدس
يحتوي الكتاب المقدس ولا سيما العهد القديم على بعض الآيات التي يتم تفسيرها عادة على أنها تدين العلاقات الجنسية المثلية أو العلاقات الجنسية بين الجنسين. فمثلا سفر اللاويين 18:22 يذكر: «وَلاَ تُضَاجِعْ ذَكَرًا مُضَاجَعَةَ امْرَأَةٍ. إِنَّهُ رِجْسٌ.». كما يُنظر إلى تدمير سدوم وعمورة كإدانة للمثلية الجنسية. غالباً ما يستشهد المسيحيون واليهود الذين يعارضون المثلية الجنسية بمثل هذه الآيات. السياق التاريخي والتفسير هو أكثر تعقيدا. وقد ركز النقاش العلمي حول تفسير هذه الآيات على وضعها والنظر إليها في سياق تاريخي مناسب؛ فعلى سبيل المثال الإشارة إلى أن آثام سدوم يتم تفسيرها تاريخياً على أنها غير المثلية الجنسية، وعلى ترجمة الكلمات النادرة أو غير المعتادة في الممرات المعنية. في مجلة ديليدي ديسباتش، يجادل كانداس شيليو-هودج بأن الآيات الستة أو التي غالباً ما يستشهد بها لإدانة مثيلي/ات وثنائيي/ات التوجه الجنسي والمتحولي/ات تشير إلى «الجنس المسيء». وتقول إن الكتاب المقدس ليس لديه إدانة «للعلاقات المحبة والمثلية»، وأن يسوع لم يتكلم في هذا الموضوع. In 2015, attorney and author Roberta Kaplan stated that كيم بيلي ‏ «is the clearest example of someone who wants to use a religious liberty argument to discriminate [against مثلية جنسية couples].»
تنهى التعاليم الرسمية للكنيسة الكاثوليكية فيما يتعلق بالمثلية الجنسية عن التعبير عن السلوك من نفس الجنس. ينص التعليم المسيحي للكنيسة الكاثوليكية على أن "الأفعال الجنسية المثلية مخالفة جوهريا". فهي تتعارض مع القانون الطبيعي.... ولا يمكن قبولها تحت أي ظرف من الظروف ".

#### الإسلام والشريعة
في بعض الحالات، فإن التمييز بين رهاب المثلية الديني ورهاب المثلية الذي ترعاه الدولة غير واضح، ومثال رئيسي على ذلك هو الأراضي الخاضعة للسلطة الإسلامية. تحرم جميع الطوائف الإسلامية الكبرى المثلية الجنسية، وهي جريمة بموجب الشريعة وتعامل على هذا النحو في معظم البلدان الإسلامية. ففي أفغانستان، على سبيل المثال، كانت المثلية تحمل عقوبة الإعدام في ظل حكم طالبان. بعد سقوطهم، تم تخفيض المثلية الجنسية من جريمة العاصمة إلى واحد يعاقب بالغرامات والسجن. غير أن الوضع القانوني في دولة الإمارات العربية المتحدة غير واضح.
في عام 2009،  نشرت الجمعية الدولية للسحاقيات والمثليين (ILGA) تقريرا بعنوان «مساندة المثليية 2009»، الذي يرتكز على البحث الذي قام به دانييل أوتوسون في كلية سودرترن الجامعية، ستوكهولم، السويد. وجد هذا البحث أن 80 دولة حول العالم ما زالت تعتبر المثلية الجنسية غير قانونية:
- خمسة يوقعون عقوبة الإعدام لممارسة المثلية الجنسية: إيران، موريتانيا، المملكة العربية السعودية، السودان، اليمن.[35] منذ قيام الثورة الإسلامية في إيران عام 1979، أعدمت الحكومة الإيرانية أكثر من 4000 شخص متهمين بالأفعال الجنسية المثلية.[36][37] في المملكة العربية السعودية، فإن العقوبة القصوى على المثلية الجنسية هي الإعدام العلني، لكن الحكومة ستستخدم عقوبات أخرى - مثل الغرامات، وفترة السجن، والجلد - وحتى تغيير الجنس القسري كبدائل، إلا إذا شعرت أن الأشخاص الذين يشاركون في النشاط المثلي يتحدون الدولة سلطة من خلال الانخراط في الحركات الاجتماعية المثلية.[38]
- اثنان يقومون بالإعدام في بعض المناطق: نيجيريا والصومال [35]

في عام 2001، أصدرت المهاجرون، وهي منظمة دولية تسعى إلى إقامة خلافة إسلامية عالمية، فتوى تعلن أن جميع أعضاء مؤسسة الفاتحة (التي تقدم قضية مثليي الجنس، ومثليات الجنس، والمتحولين جنسيا) كانت مرتدّة. بسبب التهديد ولأنهم ينحدرون من المجتمعات المحافظة، لا يزال العديد من أعضاء موقع المؤسسة يفضلون أن يكونوا مجهولي الهوية من أجل حماية هويتهم.

#### رهاب المثلية الذي ترعاه الدولة
رهاب المثلية الذي ترعاه الدولة يتضمن تجريم ومعاقبة المثلية الجنسية، وخطاب الكراهية من شخصيات حكومية، وغيرها من أشكال التمييز والعنف واضطهاد المثليين.

#### الحكومات السابقة
في أوروبا في العصور الوسطى، كانت المثلية الجنسية يعتبر السدومية وكان يعاقب عليه بالإعدام. وصلت الاضطهادات إلى أوجها خلال فترة الاستجواب في العصور الوسطى، عندما اتهمت طوائف الكاثاريين والوالدانيين بالزنا والسدومية، إلى جانب اتهامات بالشيطانية. في عام 1307، كانت الاتهامات بالسدومية اتهامات رئيسية وجهت خلال محاكمة فرسان الهيكل. كان اللاهوتي توماس الأكويني مؤثراً في ربط إدانات المثلية الجنسية بفكرة القانون الطبيعي، بحجة أن «الخطايا الخاصة هي ضد الطبيعة، مثل، على سبيل المثال، تلك التي تتعارض مع جماع الذكور والإناث الطبيعية للحيوانات، وكذلك فهو بشكل غريب يصنف على أنه من الرذائل غير الطبيعية.»
على الرغم من قبول الازدواجية الجنسية كسلوك بشري طبيعي في الصين القديمة،  فقد أصبح رهاب المثلية متأصلًا في أواخر عهد أسرة تشينغ وجمهورية الصين بسبب العلاقات مع الغرب المسيحي،  وتم حظر السلوك المثلي في عام 1740. عندما جاء ماو تسي تونغ إلى السلطة، فكرت الحكومة في المثلية الجنسية على أنه «عار اجتماعي أو شكل من أشكال الأمراض العقلية»، و«خلال الثورة الثقافية (1966-1976)، واجه الأشخاص الذين كانوا مثليين أسوأ فترة من الاضطهاد في التاريخ الصيني.» على الرغم من عدم وجود قانون في الجمهورية الشعبية الشيوعية ضد المثلية الجنسية، «قامت الشرطة بانتظام بإمساك المثليين والمثليات». تم استخدام قوانين أخرى لمقاضاة الأشخاص المثليين وكانوا «متهمين بالبلطجة أو إزعاج النظام العام».
قام الاتحاد السوفياتي في ظل فلاديمير لينين بإلغاء تجريم المثلية الجنسية في عام 1922، قبل وقت طويل من العديد من الدول الأوروبية الأخرى. لقد قام الحزب الشيوعي السوفييتي بشكل شرعي بإضفاء الشرعية على عدم الطلاق والإجهاض والمثلية الجنسية، عندما ألغوا جميع القوانين القيصرية القديمة، وأبقى القانون الجنائي السوفياتي الأولي على هذه السياسات الجنسية الليبرالية. تم عكس تحرر لينين بعد عقد من الزمان من قبل جوزيف ستالين والمثلية الجنسية ظلت غير قانونية بموجب المادة 121 حتى عهد يلتسين.

#### الحكومات الحالية
المثلية الجنسية غير قانونية في 74 دولة. تدين الحكومة الكورية الشمالية ثقافة المثليين الغربيين باعتبارها الرذيلة الناجمة عن تدهور المجتمع الرأسمالي، وتستنكره على أنه تشجيع للنزعة الاستهلاكية، والطبقية، والاختلاط. في كوريا الشمالية، يمكن معاقبة «انتهاك قواعد الحياة الاشتراكية الجماعية» بالسجن لمدة تصل إلى عامين. ومع ذلك، ووفقًا لحكومة كوريا الشمالية، «تعترف جمهورية كوريا الديمقراطية الشعبية كبلد اعتنق العلم والعقلانية بأن العديد من الأفراد يولدون بالمثلية الجنسية كصفة وراثية ويعاملهم باحترام الواجب. لم يخضع المثليون جنسياً في كوريا الديمقراطية قط القمع، كما هو الحال في العديد من الأنظمة الرأسمالية في جميع أنحاء العالم».
شن روبرت موجابي، الرئيس السابق لزيمبابوي، حملة عنيفة ضد الأشخاص المثليين، مؤكدًا أنه قبل الاستعمار، لم يمارس الزيمبابويون أعمالًا مثلية. أول إدانة عامة كبرى للمثلية الجنسية كانت في أغسطس 1995، خلال معرض زيمبابوي الدولي للكتاب. وقال أمام جمهور: «إذا رأيت أشخاصًا يتظاهرون بأنهم مثليون وسحاقيات، اعتقلهم وسلّمهم للشرطة!»  في سبتمبر 1995، أدخل برلمان زيمبابوي تشريعاً يحظر الأفعال الجنسية المثلية. في عام 1997، وجدت محكمة كنعان بانانا، سلف موغابي وأول رئيس لزيمبابوي، مذنبة من 11 تهمة من السدومية والهذيان.

### رهاب المثلية الباطني
هذا النوع من الفوبيا يعود إلى الرفض الكامل للأشخاص ذوي الميول الجنسية المثلية، وعدم الارتياح لما يقوم به بعضهم من المجاهرة بمثليتهم. أما من جهة الكثير من المثليين الذين يجاهرون بنشاطهم العلني فالرفض الاجتماعي والديني لمثليتهم هو السبب في معاناتهم النفسية وشعورهم بالاغتراب عن مجتمعاتهم.أقامة دراسات علمية حديثة بالبحث حول رهاب المثلية الباطني لدى طلاباً من ألمانيا والوليات المتحدة الأمريكية. قام الباحثون بمقارنة مدة ردود الفعل بناء على الوقت. كان على المشاركين أن يختاروا في قائمة تعد عدة ميول جنسية بينما تم عرض على شاشة الكمبيوتر صور لأزواج مثليي وغيريي الجنس. أظهرة الدراسة أن الأشخاص الذين قالوا أنهم غيريوا الجنس رغم رغباتهم الجنسية المثلية المخفية أظهروا العداء تجاه مثليي الجنس بمواقف شخصية وتشجيع للتشريعات التي تعاقبهم. هذا التصرف حسب الباحثين هو نتيجة تربيتهم من قبل آبائهم المعادين للفكرة ومجتمعهم القريب المنغلق. لذلك الجهر بالمثلية الجنسية هو نوع من التهديد لكيانهم المتخبط بين ميوله المكبوتة والقيم العائلية التي لا تسمح بالمثلية ولا تتقبلها.
يشير رهاب المثلية الداخلي إلى الصور النمطية السلبية، والمعتقدات، والوصمة ، والتحامل على المثلية الجنسية والمثليين من ذوي الميول الجنسية المثلية والثنائية والمتحولين والمتحولين جنسياً ، حيث يتحول الشخص الذي ينجذب من نفس الجنس إلى نفسه ، سواء أكانوا مثيلين جنسياً أم لا. تعتمد درجة تأثر شخص ما بهذه الأفكار على مقدار الأفكار التي استوعبها بوعي ودون وعي. يمكن التخفيف من حدة هذه المعتقدات السلبية من خلال التعليم والخبرة الحياتية والعلاج ،  خاصةً مع العلاج النفسي / التحليل النفسي الصديق للمثليين. يمكن أن يشمل ذلك القمع الشديد والإنكار المقترن بالعروض الخارجية القسرية للسلوك غير المتجانس لغرض الظهور أو محاولة الشعور «بالاعتدال» أو «القبول». تعبيرات أخرى من رهاب المثلية الداخلي يمكن أيضا أن تكون خفية. قد تتضمن بعض السلوكيات الأقل علانية افتراضات حول جنس الشريك الرومانسي للشخص ، أو عن أدوار الجنسين. يطبق بعض الباحثين أيضًا هذا التصنيف على الأشخاص المثليين الذين يدعمون سياسات «التنازل»، مثل تلك التي تجد النقابات المدنية مقبولة في مكان الزواج من نفس الجنس.
وقد أظهرت بعض الدراسات أن الأشخاص الذين يعانون من رهاب المثلية هم أكثر عرضة لقمع رغبات المثليين. في عام 1996، وجدت دراسة مضبوطة لـ 64 رجلاً مغايراً جنسياً (قال نصفهم أنهم يعانون من رهاب المثلية من خلال التجربة ، مع توجّههم إلى التقارير الذاتية) في جامعة جورجيا ، ووجدوا أن الرجال الذين ثبت أنهم يعانون من رهاب المثلية (مقاسة بمؤشر رهاب المثلية)  كانوا أكثر عرضة بشكل كبير لتجربة استجابات أكثر عند تعرضهم للصور المثلية من الرجال غير المتعصبين للمثلية الجنسية. وقد توصلت دراسة أخرى في عام 2012 إلى نتائج مماثلة عندما وجد الباحثون أن الطلاب الذين جاءوا من «أكثر البيوت المضادة للمثليين صرامة» كانوا أكثر عرضة للكشف عن جذب المثليين المثبوتين. قال الباحثون إن هذا يفسر سبب كشف بعض الزعماء الدينيين الذين يشجبون المثلية الجنسية فيما بعد عن علاقات جنسية مثلية سرية. ولاحظوا أن «هؤلاء الناس في حالة حرب مع أنفسهم ويحولون هذا الصراع الداخلي إلى الخارج.»  أظهرت دراسة تتبع العين لعام 2016 أن الرجال من الجنسين يعانون من ردود فعل سلبية عالية تجاه الشاذين جنسياً نظروا لفترات أطول في صور المثليين جنسياً من غيرهم من جنسين مختلفين الرجال. وفقا ل شيفال وآخرون. (2016)، هذه النتائج تعزز ضرورة النظر في أن رهاب المثلية قد يعكس مخاوف حول الجنس بشكل عام وليس المثلية الجنسية على وجه الخصوص.

### رهاب المثلية الاجتماعي
يمكن اعتبار الخوف من كونه مثلي الجنس شكلاً من أشكال رهاب المثلية الاجتماعي. اقترح المنظرين بما فيهم كالفن توماس وجوديث بتلر أن رهاب المثلية يمكن أن يكون متأصلاً في خوف الفرد من أن يُعرَّف بأنه شاذ. يرتبط رهاب المثلية لدى الرجال بانعدام الأمن حول الذكورة. ولهذا السبب ، يزعم أن رهاب المثلية منتشر في الألعاب الرياضية ، وفي الثقافة الفرعية لأنصاره التي تعتبره ذكرا نمطيا ، مثل كرة القدم والركبي.
تنص نانسي شودورو Nancy J. Chodorow على أنه يمكن اعتبار رهاب المثلية كوسيلة لحماية ذكورة الرجال.
العديد من نظريات التحليل النفسي تفسر رهاب المثلية كتهديد لنبضات الفرد من نفس الجنس ، سواء كانت تلك الدوافع وشيكة أو مجرد افتراضية. هذا التهديد يسبب القمع أو الإنكار أو تشكيل رد الفعل.

## توزيع المواقف

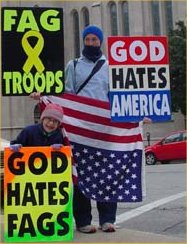
متظاهرين من أعضاء كنيسة ويستبورو المعمدانية المسيحية المتطرفة في مدينة أوكلاهوما الأمريكية سنة 2005

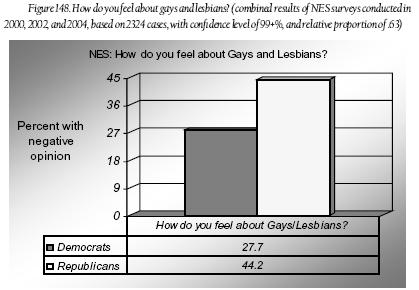
أظهرت الاستطلاعات أن مواقف الأمريكيين المنتمين للحزب الديمقراطي (الذي يميل عموماً لليبرالية) تجاه المثليين والمثليات تختلف عن أولئك المنتمين للحزب الجمهوري (الذي يميل عموماً للمُحافظة)

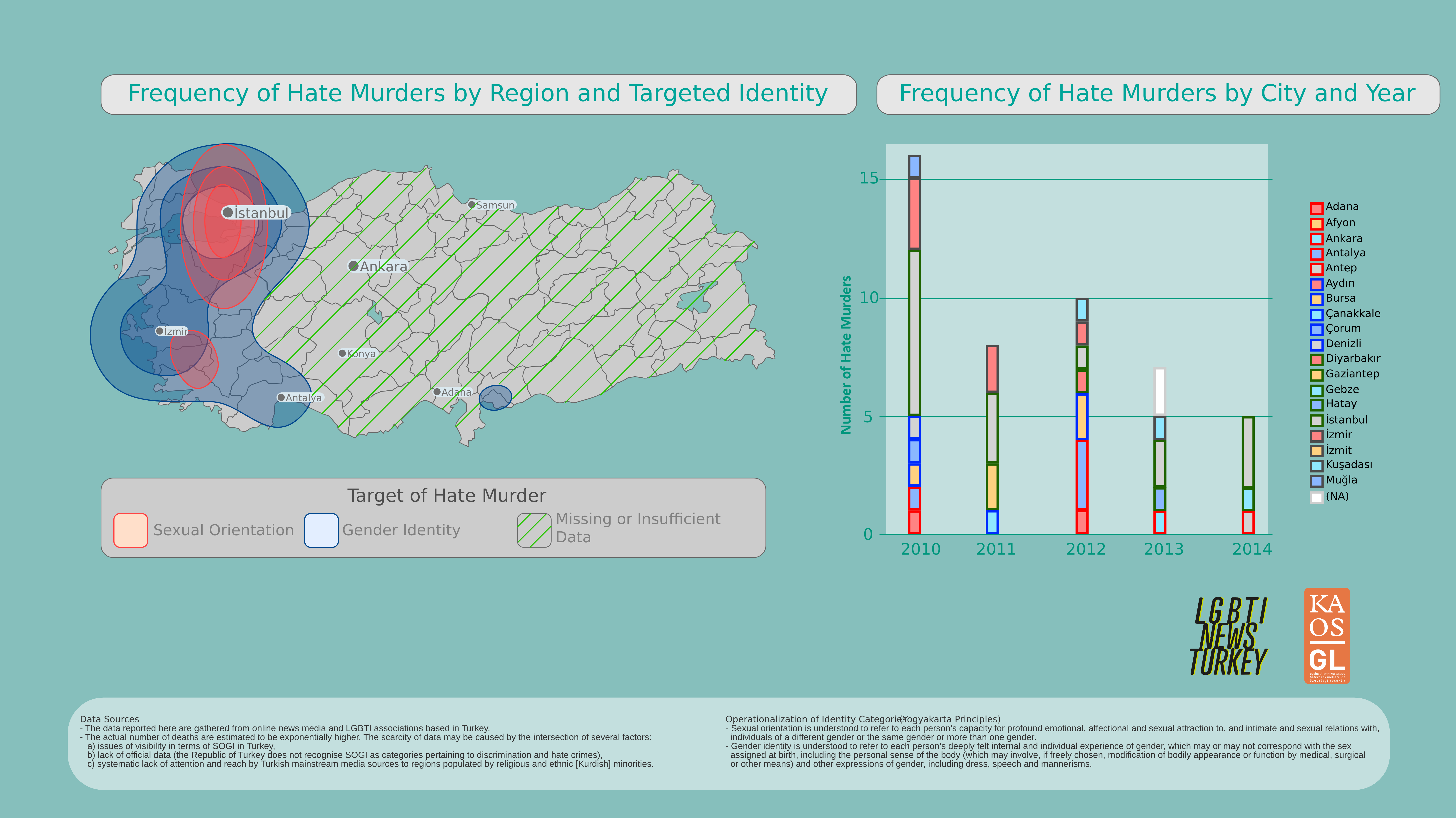
بين يناير 2010 ونوفمبر 2014، قُتل 47 شخص في تركيا بسبب توجههم الجنسية أو هويتهم الجندرية سواء أكانت حقيقية أو مزعومة.

لا يتم رفض رفض المثليين بشكل متساوٍ في جميع أنحاء المجتمع ، ولكنه أكثر أو أقل وضوحا وفقًا للعمر ، والعرق ، والموقع الجغرافي ، والعرق ، والجنس ، والطبقة الاجتماعية ، والتعليم ، والحزبية والوضع الديني. وفقا لمنظمة AVERT الخيرية في المملكة المتحدة ، فإن الآراء الدينية ، وعدم وجود مشاعر أو تجارب جنسية مثلية ، وعدم التفاعل مع مثلي الجنس ترتبط ارتباطًا وثيقًا بمثل هذه الآراء.
القلق من الأفراد من جنسين مختلفين (خاصة المراهقين الذين يعتمدون في تكوينهم للذكورة على الجنس بشكل جزئي على عدم اعتبارهم مثليين) الذين قد يعرّفهم الآخرون على أنهم شاذون  كما تم تحديد مايكل كيميل كمثال على رهاب المثلية. يقال إن إهانة الأولاد الذين ينظر إليهم على أنهم غريبو الأطوار (وليسوا عادةً مثليين) متوطنون في المدارس الأمريكية الريفية والضواحي ، وقد ارتبطوا بسلوك المخاطرة ونوبات العنف (مثل موجة من إطلاق النار في المدارس) الأولاد الذين يسعون للانتقام أو يحاولون تأكيد رجولتهم. كما أن البلطجة ضد المثليين شائعة جدا في المدارس في المملكة المتحدة.
في بعض الحالات ، تم تدمير أعمال المؤلفين الذين لديهم فقط كلمة «غاي» باسمهم (غاي تاليز ، بيتر غاي) أو أعمال حول الأشياء التي تحمل اسم (إنولا غاي) بسبب التحيز المتصوَّر للمثليين.
في الولايات المتحدة ، قد تختلف المواقف حول الأشخاص الذين هم مثليون جنسياً على أساس التعريف الحزبي. الجمهوريون أكثر احتمالا بكثير من أن يكون لدى الديمقراطيين مواقف سلبية تجاه الأشخاص المثليين والمثليات ، وفقا لاستطلاعات أجرتها الدراسات الانتخابية الوطنية من عام 2000 حتى عام 2004. يظهر هذا التباين في الرسم البياني على اليمين ، وهو من كتاب نشر في عام 2008 من قبل جوزيف فرايد. يمكن أن يستند ميل الجمهوريين إلى رؤية المثليين والسحاقيات بشكل سلبي على رهاب المثلية ، أو المعتقدات الدينية ، أو المحافظة فيما يتعلق بالأسرة التقليدية.
رهاب المثلية يختلف أيضا حسب المنطقة. تظهر الإحصاءات أن جنوب الولايات المتحدة لديها المزيد من التقارير عن التحيز ضد المثليين من أي منطقة أخرى في الولايات المتحدة.
في خطاب عام 1998، صرحت الكاتبة والناشطة وزعيمة الحقوق المدنية كوريتا سكوت كنغ أن «رهاب المثلية يشبه العنصرية ومعاداة السامية وأشكال التعصب الأخرى في أنه يسعى إلى تجريد مجموعة كبيرة من الناس من إنسانيتهم ، لإنكار إنسانيتهم ،» تم استخدام دراسة واحدة عن الذكور المراهقين البيض التي أجريت في جامعة سينسيناتي من قبل جانيت بيكر للدفع بأن المشاعر السلبية تجاه الأشخاص مثلي الجنس ترتبط أيضًا بسلوكيات تمييزية أخرى. ووفقًا للدراسة ، فإن كراهية الأشخاص المثليين ، ومعاداة السامية ، والعنصرية هي «مجموعة مترابطة من الأفكار». افترض بيكر «ربما تكون مسألة قوة وتنظر إلى كل ما تعتقد أنه في الأسفل». أفادت دراسة أجريت في المملكة المتحدة عام 2007 عن مؤسسة ستون وول Stonewall الخيرية أن ما يصل إلى 90٪ من السكان يدعمون قوانين مكافحة التمييز التي تحمي المثليين والمثليات.
يمكن للبنى الاجتماعية والثقافة أن تديم مواقف الخوف من المثليين. هذه المصادر الثقافية في مجتمع السود تشمل:
- مقاطع الفديو والموسيقى [86][87][88]
- الكنائس [89][90][91]

مصادر رهاب المثلية في المجتمع الأبيض تشمل:
- الفنون

الأفلام والأدب التي تصور الصور النمطية السلبية للمثليين.
- الكنائس [93]

تتضمن الألعاب الرياضية المحترفة في العديد من البلدان عبارات المثلية الجنسية من قبل الرياضيين النجوم والمشجعين. الحوادث في الولايات المتحدة شملت:
- الهوكي

وقد تم الاحتجاج بالهتافات والمواقف من بعض المشجعين ، على سبيل المثال وصف أحد المعجبين الذين يرقصون في كثير من الأحيان في المباريات باسم «هومو لاري»، من قبل المشاركين في ألعاب نيويورك رينجرز ومن قبل رئيس مجلس مدينة نيويورك كريستين كوين.
- كرة سلة

وجه لاعب الاتحاد الوطني لكرة السلة، نجم كرة السلة الأمريكي، تيم هارداواي انتقادات بعد أن قال في برنامج إذاعي "790 the Ticket": "حسناً، أنا أكره الناس المثليين. وأعلم أني لا أحب الناس المثليين. "أحب ألا أكون حول الأشخاص المثليين. أنا من راهبي المثليين جنسيا. أنا لا أحب ذلك، لا ينبغي أن يكون في العالم ، في الولايات المتحدة ، لا أحب ذلك." 
ومع ذلك، فإن الدوريات الرياضية المحترفة الرئيسية لا تدافع عن رهاب المثلية ، وتعتبر مجتمع المثليين جنسيا بمثابة قاعدة تسويقية مهمة.

## التكلفة الاقتصادية

مخطط يظهر تناسب تقبل المثلية الجنسية مع الناتج المحلي الإجمالي للفرد في عدة بلدان

هناك على الأقل دراستان تشيران إلى أن رهاب المثلية الجنسية قد يكون له تأثير اقتصادي سلبي على الدول التي ينتشر فيها. في هذه البلدان ، هناك هروب من سكانها من ذوي الميول الجنسية المثلية والثنائية والمتحولين إلى الجنس - مع ما يترتب على ذلك من فقدان المواهب - بالإضافة إلى تجنب سياحة المثليين ، الأمر الذي يترك الأموال الوردية في البلدان المحبة للمثليين. على سبيل المثال ، يساهم السائحون من ذوي الميول الجنسية المثلية والثنائية (LGBT) بمبلغ 6800 مليون دولار سنوياً للاقتصاد الإسباني.
كان هناك افتتاحية في صحيفة النيويورك تايمز عام 2005 حيال سياسة «لا تسأل ولا تقل» التي كانت القوات المسلحة الأمريكية تتَّبعها حينذاك، يعتقد أن يكون حوالي 120,000 ساعة في ذلك الوقت. منذ عام 1998، مع طرح السياسة الجديدة ، تم طرد حوالي 20 مترجمًا عربيًا من الجيش ، وتحديدًا خلال السنوات التي شاركت فيها الولايات المتحدة في حروب في العراق وأفغانستان.
لي بادجيت M. V. Lee Badgett ، وهو خبير اقتصادي في جامعة ماساتشوستس أمهرست ، قدم في مارس 2014 في اجتماع البنك الدولي نتائج دراسة حول الأثر الاقتصادي لرهاب المثلية في الهند. فقط في النفقات الصحية ، الناجمة عن الاكتئاب ، والانتحار ، ومعالجة فيروس نقص المناعة البشرية ، فإن الهند أنفقت 2310000000 دولار إضافية بسبب رهاب المثلية.بالإضافة إلي ذلك ، ستكون هناك تكاليف ناجمة عن العنف ، وخسارة مكان العمل ، ورفض الأسرة ، والبلطجة في المدرسة ، مما يؤدي إلى انخفاض مستوى التعليم ، وانخفاض الإنتاجية ، وانخفاض الأجور ، وسوء الصحة ، وانخفاض متوسط العمر المتوقع بين المثليين. السكان. في المجموع ، قدرت في عام 2014 في الهند خسارة تصل إلى 30800 مليون دولار ، أو 1,7٪ من الناتج المحلي الإجمالي الهندي.
وقد حسب الناشط المثلي أديبسي أليمي ، في تقدير مبدئي ، أن الخسارة الاقتصادية الناجمة عن رهاب المثلية في نيجيريا تبلغ حوالي 1 ٪ من ناتجها المحلي الإجمالي. مع الأخذ بعين الاعتبار أن المثلية الجنسية في عام 2015 لا تزال غير قانونية في 36 دولة من أصل 54 دولة أفريقية ، فإن خسارة المال بسبب رهاب المثلية في القارة قد تصل إلى مئات الملايين من الدولارات كل عام.
وأجريت دراسة بشأن القياس الاجتماعي المكاني لرُهاب المثلية لجميع البلدان وتأثيره على الصحة العامة في 158 بلداً. وقد وجدوا أن التكلفة الاقتصادية بسبب التحامل ضد المثليين هو 119.1 مليار دولار من الناتج المحلي الإجمالي في جميع أنحاء العالم. فقد وجدوا أن الخسائر الاقتصادية الآسيوية تبلغ 88.29 مليار دولار بسبب رهاب المثلية و8.04 مليار دولار أمريكي في أمريكيا اللاتينية ومنطقة البحر الكاريبي. تبلغ التكلفة الاقتصادية لمنطقة شرق آسيا وآسيا الوسطى 10.85 مليار دولار. تبلغ التكلفة الاقتصادية لمنطقة الشرق الأوسط وشمال إفريقيا 16.92 مليار دولار. واقترح الباحث أن انخفاض1 ٪ في مستوى رهاب المثلية مرتبط بزيادة 10 ٪ في الناتج المحلي الإجمالي للفرد.

## خوف من التماثل كمثليّ
عنصر مؤثر على أسباب الهوموفوبيا، في وجهة بعض النظريين مثل كالفن توماس وجوديث بتلر، هو الخوف من أن يبين تماثل بين الشخص والمثليين.

## مناهضة المثلية الجنسية
لمكافحة ظاهرة المثلية، تقوم مجموعة من الجمعيات في الدول الغربية والعربية بتقديم المثلية الجنسية على أساس انها «خطأ» وتوجه غير طبيعي، مع أن معظم الدول في العالم وقعت على اتفاقية الأمم المتحدة لإزالة جميع أشكال التمييز ضد المثليين. تنشط هذه الجمعيات خصوصاً في أمريكا والدول المسلمة معتمدةً على بطاقة الدين، ويظهر ذلك في الدول العربية على شكل الرفض لأي تدخل تقوم به المنظمات الدولية لإقحام المثلية في حقوق الإنسان وقوانين الأحوال الشخصية. ويدعم ذلك رفض فئات من الشعوب العربية لوجود نصوص دينية تعتبر «قاطعة» في الأديان السماوية كلها، وبحجة انتشار لفيروس الإيدز، مع أن دولة عربية واحدة فقط لا تجرم المثلية الجنسية،[بحاجة لمصدر] هي الأردن منذ دستور 1951،[بحاجة لمصدر] وتعتبر هذه الحملات من العوائق الأساسية أمام المنظمات المطالبة بالقوانين المدنية والمساواة الاجتماعية في البلدان العربية ذات القوانين المدنية مثل الأردن، سوريا، لبنان، مصر وتونس.

يعتبر 17 مايو من كل عام اليوم العالمي لمناهضة رهاب المثلية حيث تقوم العديد من المنظمات المعنية بحقوق الإنسان بأقامة الندوات والفعاليات التي تهدف إلى رفع الوعي حول الانتهاكات والجرائم التي ترتكب بحق المثليين والمتحوليين جنسيا حول العالم .
وقد قام مجموعة من الناشطين في لبنان بعمل فيديو توعوي في الذكرى الحادية عشر لليوم العالمي لمناهضة رهاب المثلية يدعو إلى احترام حقوق المثليين ووقف الانتهاكات التي ترتكب في حقهم.

## معارضة كلمة «هوموفوبيا»
عارض أفراد ومنظمات استخدام كلمة «هوموفوبيا» 
تعرض استخدام كلمة هوموفوبيا للانتقاد لأنه يعتبر وسيلة ضغط على «معارضي حقوق المثليين» أي الذين لا يوافقون المثليين في وجهة النظر. فيقول عالم السلوكيات المختص في السلوكيات الجنسية ويليام أودونوهو، أن استخدام مثل هذه الكلمات يحد من قابلية مناقشة هذه المواضيع.

### معارضة مصطلح رهاب المثلية
وقد اعترض الناس والجماعات على استخدام مصطلح رهاب المثلية.

#### صياغة غير محايدة
وقد انتقد استخدام رهاب المثلية ، كتحقير ضد معارضي حقوق المثليين. صرح علماء السلوك ويليام أودونوه وكريستين كاسيليز في عام 1993 أنه «عادة ما يتم استخدام [رهاب المثلية] ، [يقوم] بإجراء تقييم تحقير غير شرعي لبعض المواقف ذات القيمة المفتوحة والمثيرة للجدل ، يشبه إلى حد كبير بناء المرض السابق للمثلية الجنسية» نفسه ، بحجة أنه يمكن استخدام هذا المصطلح كحجة منزلية ضد أولئك الذين ينادون بالقيم أو المواقف التي لا يوافق عليها المستخدم. ذكر الفيلسوف جاري كولويل في عام 1999 أن «حدود مصطلح» رهاب المثلية «أصبحت مرنة للغاية بحيث يمكن أن تمتد ، ليس فقط الرهاب ، ولكن كل نوع من الخوف العقلاني كذلك ، وليس فقط حول كل نوع من الخوف ، ولكن أيضا حول كل موقف أو فكرة حرجة قد تكون لدى أي شخص حول ممارسة النشاط الجنسي المثلي».
في عام 2012 تم تنقيح كتاب الأسوشيتد بريس للنصائح ضد استخدام الكلمات غير السريرية مع لاحقة - الرهاب ، بما في ذلك رهاب المثلية ، في «السياقات السياسية والاجتماعية». قال نائب محرر المعايير في AP AP Dave Minthorn إن كلمة رهاب المثلية تشير إلى اضطراب عقلي حاد ، وأنه يمكن استبدالها بـ «مكافحة المثليين» أو ما شابه ذلك. تم انتقاد قرار وكالة الأسوشييتد برس في بعض وسائل الإعلام ، ولا سيما تلك الموجودة في منطقة المثلية الجنسية،  الذي جادل بأن رهاب المثلية ليس بالضرورة أن يتم تفسيره بالمعنى السريري الدقيق.

## جهود مكافحة رهاب المثليّة
تدين معظم هيئات حقوق الإنسان الدوليّة القوانين التي تُجرِّم العلاقات بين المثليّين، مثل هيومن رايتس ووتش ومنظمة العفو الدوليّة. منذ 1994، أصدرت لجنة حقوق الإنسان في الأمم المتحدة قرارًا يفيد بأن تلك القوانين تنتهك الحقوق الشخصيّة المضمونة بالإعلان العالميّ لحقوق الإنسان والعهد الدولي الخاص بالحقوق المدنيّة والسياسيّة. وفي 2008، أصدرت الكنيسة الكاثوليكيّة الرومانيّة تصريحًا «تُلحُّ فيه على الولايات بسرعة التخلُّص من العقوبات الجنائيّة على [الأشخاص المثليّين].» جاء هذا التصريح لمحاولة رفض قرار أصدرته الجمعيّة العامة للأمم المتحدة يدعو إلى إنهاء العقوبات الجنائيّة ضد المثليّين في العالم. في مارس 2010، تبنت لجنة الوزراء في المجلس الأوروبيّ توصيةً لإتخاذ إجراءات لمكافحة التمييز على أسس التوجه الجنسيّ أو الهويّة الجندريّة، كما وصفها الأمين العام هي أول أداة قانونيّة في العالم تتعامل مع واحدة من أطول وأصعب أشكال التمييز الذي يمكن مكافحته.
يستخدم مجتمع الميم فعاليات النشاط السياسيّ ومسيرات فخر المثليّين لمكافحة رهاب المثليّة. ومن أشكال المقاومة المُنظَّمة ضد رهاب المثليّة فعاليات اليوم العالميّ ضد رهاب المثليّة، الذي احتُفل به للمرة الأولى في 17 مايو 2005 في أنشطة متّصلة في أكثر من 40 دولة. طوَّرت الدول الكبرى في أمريكا اللاتينية (الأرجنتين والبرازيل والمكسيك وكولومبيا) حملات إعلاميّة كبرى ضد رهاب المثليّة منذ 2002.
بالإضافة إلى التعبير الشعبيّ، صُممت التشريعات لمكافحة رهاب المثليّة مثل خطاب الكراهية والجرائم والقوانين المناهضة للتمييز على أساس التوجه الجنسيّ. شملت الخطط الوقائيّة الناجحة ضد التحيُّز الرهابيّ ضد المثليّة والتنمر المدرسيّ، شملت تعليم التلاميذ عن الشخصيات التاريخيّة المثليّة الذين عانوا من التمييز بسبب توجههم الجنسيّ.
يجادل البعض أن معارضة مجتمع الميم والتحيُّز ضدهم غير أخلاقيّ ويذهب أبعد من كونه تأثير على طبقة معينة من الناس. يجادل وارين ج. بلومينفيلد أن هذا الشعور بنال بُعدًا في ما وراء ذاته، كأداة للمحافظين اليمينيّن المتطرِّفين والمجموعات الأصوليّة الدينيّة وكعامل للتقييد على علاقات الجندر، يقول بلومينفيلد تحديدًا:
وبناءً على بحث أجرته باحثة جامعة ولاية أريزونا إليزابيث سيغال، جادل الأستاذ في جامعة ممفيس روبن لينون-ديرنغ وإلينا ديلافيغا في مقال منشور عام 2016 في «مجلة المثليّة Journal of Homosexuality» أن رهاب المثليّة يمكن تقليله عن طريق التوعية (توضيح تجارب مجتمع الميم) والشرح (فهم التحديات المختلفة التي تواجه المثليّين) والتجربة (وضع أنفسهم في مواقف مر بها أعضاء مجتمع الميم عن طريق العمل معهم جنبًا إلى جنب أو التطوع في مراكز الدفاع عنهم).

## انتقادات المعنى والغاية

### البدائل المقترحة
يقترح الباحثون بعض المصطلحات البديلة لوصف التحيُّز والتمييز ضد مجتمع الميم. يُظهر بعض تلك المصطلحات شفافيّة دلاليّة بينما لا يحتوي البعض الآخر على كلمة «فوبيا»:
- هومويروتوفوبيا، مصطلح آخر بديل للـ«هوموفوبيا»، صاغه واينرايت تشرتشل ووثِق في «السلوك المثليّ بين الرجال Homosexual Behavior Among Males» عام 1967.[126]
- الجذر اللغويّ لكلمة «هوموفوبيا» حيث يتكون المصطلح من مقطعين أحدهما «هومو» والآخر «فوبيا» كان الأساس الذي اعتمده مؤرِّخ مجتمع الميم بوسويل للمصطلح واقتراحاته للبدائل عام 1980، مثل «رهاب الجنسيّة المثليّة/هوموسكسوفوبيا»[127] p. 13 [128]
- الانحياز الجنسيّ المغاير، يشير إلى منظومة من التوجهات السلبيّة والانحيازات والتمييز لصالح التوجه الجنسيّ المغاير والعلاقات المغايرة. يشمل هذا المصطلح افتراض أن كل الأشخاص مغايرون وينجذبون إلى الجنس المغاير والعلاقات المغايرة هي المعيار وبالتالي هي الأفضل.[129]
- التحيُّز الجنسيّ – يُفضِّل الباحث في جامعو كاليفورنيا، دافيس: غريغوري م. هيريك، يُفضِّل مصطلح التحيُّز الجنسيّ للوصف، بعيدًا عن الافتراضات عن الدوافع، وبدون الحكم على الذين ينطبق عليهم المصطلح كونهم غير أخلاقيّين أو غير عقلانيّين. فقد قارن بين رهاب المثليّة والانحياز الجنسيّ * المغاير والتحيُّز الجنسيّ، وفضَّل المصطلح الثالث، كما لاحظ أن رهاب المثليّة «يُستخدم بصورة متوسعة وعليه المزيد من الانتقادات.» كما لاحظ أيضًا «أن النُقاد يلاحظون أن مصطلح رهاب المثليّة ينطوي ضمنيًّا على توجهات معادية للمثليّة ويُفهم كتخوُّف غير عقلانيّ ويُعتبر نوعًا من علم النفس المرضيّ بدلًا من كونه تحيُّز مدعوم اجتماعيًّا».[113]

## وصلات خارجية
- ما هي الهوموفوبيا ولماذا يخاف البعض من المثليين؟ - Open